# Eilema pusilana
Eilema pusilana là một loài bướm đêm thuộc phân họ Arctiinae, họ Erebidae.